# 고이아바다
고이아바다(포르투갈어: goiabada)는 구아바로 만든 페이스트 또는 젤리이다. 브라질 식민통치기에 마르멜루 대신 구아바를 사용해 마르멜라다(마르멜루 젤리)의 대체 음식을 만든 것이 그 기원이다.
수제 고이아바다는 벽돌 모양이고 나무 상자에 담겨 있는 경우가 많다. 공장에서 대량 생산된 고이아바다는 보통 둥근 캔에 담겨 판매된다.

## 쓰임새
브라질에서 고이아바다를 주로 미나스 치즈와 먹는데, 고이아바다와 미나스 치즈의 조합이 "로미오와 줄리엣"으로 불린다. 고이아바다를 아침 식사 때 토스트에 발라 먹거나, 임파다 속에 치즈와 함께 넣어 뜨겁게 먹기도 하며, 호캄볼리나 볼루 지 홀루 등 롤케이크를 만드는 데 쓰기도 한다.
포르투갈에서는 고이아바다를 볼루 다스 호자스(→장미 케이크)에 넣는 소로 쓴다.

## 사진 갤러리

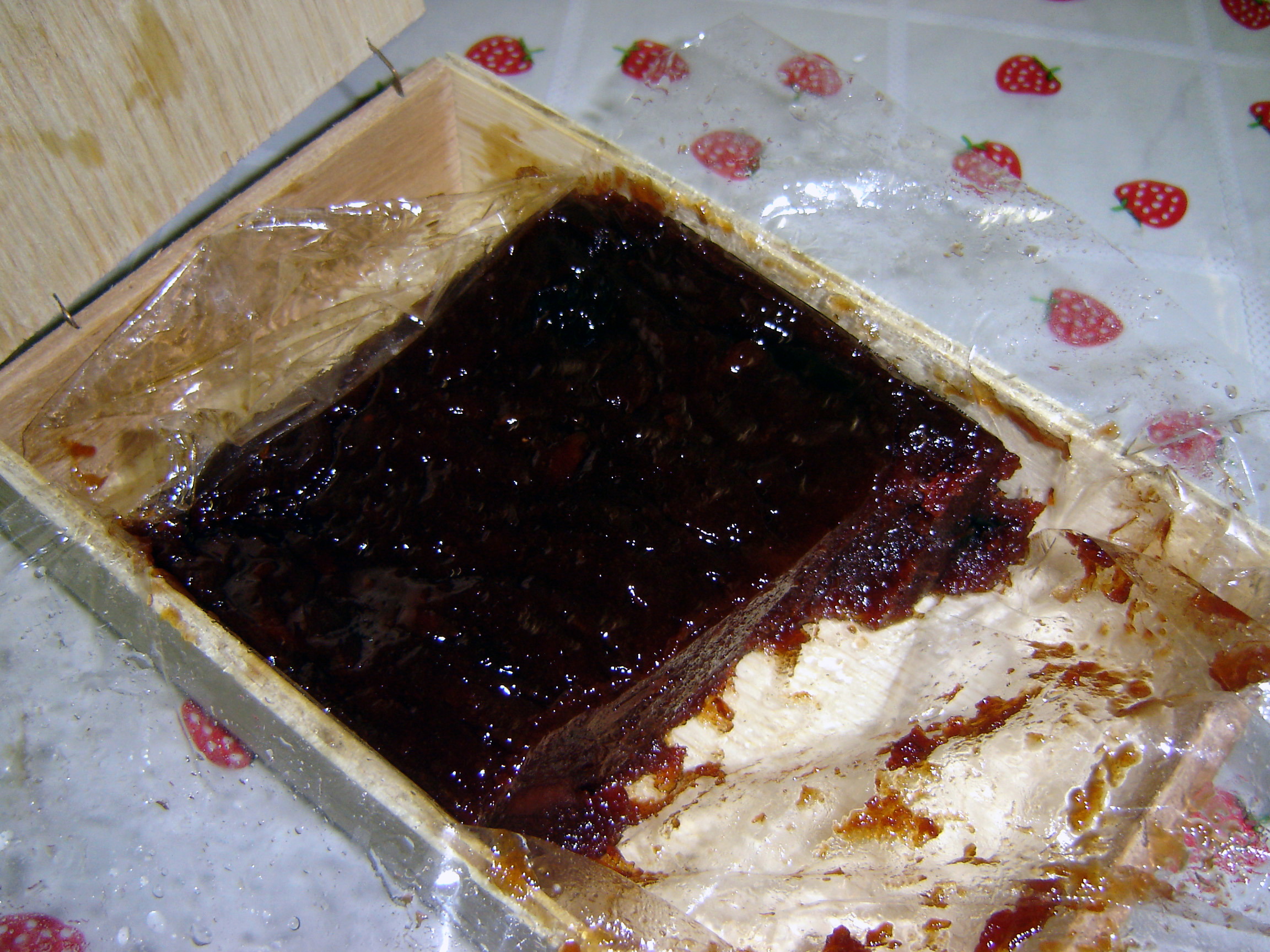
나무 상자에 담긴 수제 고이아바다
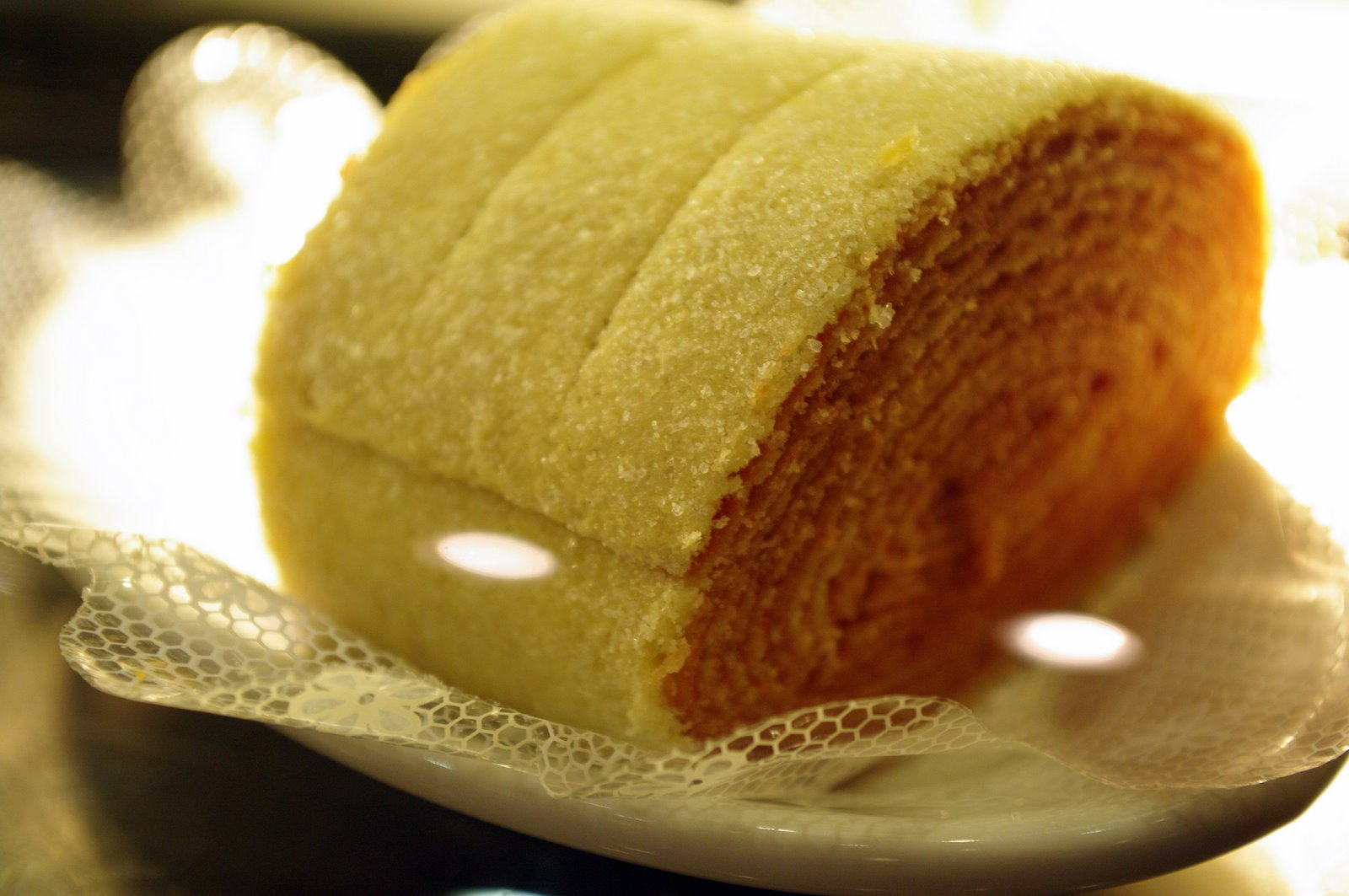
브라질 페르남부쿠의 볼루 지 홀루

## 같이 보기
- 마르멜라다